# 本仏
本仏（ほんぶつ）とは、無数の仏（如来）の中で、根本となる仏（如来）のこと。

## 本仏思想の歴史
もともと仏教では、過去七仏にみられるように釈迦仏が仏教という大宗教を成したのは単に釈迦一代のみの事業ではなく、過去においてすでに成道し成仏した仏陀たちの前世の功徳が累積した結果であるという思想があった。また異端とされる提婆達多派の仏教集団は釈迦を仏と認めず、それ以前に出現した賢劫の三仏を信仰の対象としていたことでも知られる。
大乗仏教が広まってからの古代インドにおいては、仏は釈尊だけではなく、多くの人々が仏として尊崇されてきたが、それらの仏たちを迹仏（しゃくぶつ）と呼び、すべては本仏が仮の姿を現したものとする。釈尊滅後、釈尊が仏になることができたのは、在世の修行のみならず、過去世における長い修行の結果であるという思想が生まれた。また釈尊の過去世には無数の仏の下で修行したこととされ、やがてそれらの仏のなかでも、第一原因となる本仏が想定されるようになったと考えられる。
本仏思想は12世紀頃の天台宗に見られるが、現在の天台宗は本仏思想を説かない。

### 久遠常住
涅槃経では、法華経の久遠実成を引継ぎつつ、それを更に発展昇華し、如来は入滅後においてもその仏性は永遠に存在すると説いた。これを如来常住不変易、あるいは三宝一体常住不変易、また久遠常住という。
また涅槃経では、末法思想は単なる段階的説法の方便説として最終的に否定し、「未来の世に、如来は入滅して既にこの世にいないと説く悪比丘が現れるために、この涅槃経を説く」と随所に説いている。

## 法華系宗派における本仏論

### 釈迦本仏論
日蓮の本仏思想は、中古天台思想の影響があると考えられている。
法華経の如来寿量品第十六の文中に無量長寿の釈迦牟尼仏が登場するが、この釈迦牟尼仏こそ本仏であるという教義。一致派を中心として多くの日蓮宗系教団が採用している。次の日蓮本仏論と対立しない場合もある。
- この本仏としての釈迦牟尼仏は久遠仏ないしは久遠実成本仏とも呼ばれ、無量の諸仏はこの本仏の迹仏とされる。
- 大乗仏教経典には十方の仏をはじめ、現在過去未来の無量の諸仏が登場するが、すべて本仏釈迦牟尼仏のコピーに過ぎず、単なる迹仏とされる。
- この本仏と、紀元前のユーラシア大陸のインドに生まれて肉体を持ち八十年生きたと言うゴータマ・シッダルタ（釈迦）とは、論者によっては同体とされないこともあるが、ユーラシア大陸に生まれたゴータマ・シッダルタ（釈迦）の精神とも言える存在だとされる。この論では、日蓮は仏弟子であり、本仏ではないことになる。

### 日蓮本仏論
日蓮本仏思想は、勝劣派系富士門流の教義。
法華経以外の経典では、釈尊が出家して6年間修行して悟りを開いたとしている。これを始成正覚（しじょうしょうかく）という。しかし法華経の如来寿量品第十六には、「我は実に成仏してより已来、無量無辺百千万億那由他劫なり」と書かれ、五百塵点劫という久遠における仏の成道が説かれている。
天台の法華玄義には「若し過去は最初所証の権実の法を名けて本と為す也。本証より已後方便化他開三顕一発迹顕本は、かえって最初を指して本と為す。中間示現の発迹顕本も亦最初を指して本と為す。今日の発迹顕本も亦最初を指して本と為す。未来の発迹顕本も亦最初を指して本と為す。三世すなわちことなれども毘盧舎那一本異ならず」とある。
文証：日蓮正宗では、宗祖は外用としては法華経に予証された末法の世を救う上行菩薩であるがその内証は久遠元初の自受用身すなわち末法の御本仏「本因妙の教主釈尊」である、とする。それ故に宗祖を「日蓮大聖人」と尊称している。『開目抄』『諸法実相抄』『就註法華経口伝（御義口伝）』『本尊問答抄』『百六箇抄』『本因妙抄』『産湯相承事』を真蹟とした上で、下記の文言をその典拠にしている。
- 夫（それ）仏は一切衆生に於て主師親の徳有り。（蓮盛抄　建長七年三四歳　平成新編御書28）[7][注釈 1]
- 日蓮は日本国の諸人に主師父母なり。（開目抄　文永九年二月　五一歳　平成新編御書577）[8][9][10]
- 今日蓮等の類南無妙法蓮華経と唱へ奉る者は一切衆生の父なり。無間地獄（むけんじごく）の苦を救ふ故なり云云。涅槃経に云はく「一切衆生の異の苦を受くるは悉く是如来一人の苦なり」云云。日蓮が云はく、一切衆生の異の苦を受くるは悉く是日蓮一人の苦なるべし。（御義口伝　平成新編御書1771）[11][注釈 1]
- 末法の仏とは凡夫なり。凡夫僧なり。（中略）僧とは我等行者なり。仏共云はれ、又は凡夫僧とも云はるゝなり。（御義口伝　弘安三年正月十一日　平成新編御書1779）[12][注釈 1]
- 凡夫は体の三身にして本仏ぞかし、仏は用の三身にして迹仏なり。然れば釈迦仏は我等衆生のためには主師親の三徳を備へ給ふと思ひしにさにては候はず、返って仏に三徳をかぶ（被）らせ奉るは凡夫なり。（諸法実相抄　文永一〇年五月一七日　五二歳　平成新編御書665）[13][14]

一方、日蓮正宗以外の富士門流には釈迦本仏論を基底とした日蓮本仏論がある。